# تعدد التلون
تعدد الألوان أو تعدد التلوّن هو اضطراب يتميز بوجود عدد كبير وشاذ من خلايا الدم الحمراء غير الناضجة في مجرى الدم نتيجة إطلاقها المبكر من نخاع العظم في أثناء تكوين الدم. غالبًا ما تأخذ هذه الخلايا تدرجات اللون الأزرق الرمادي. يكون تعدد الألوان عادة إحدى علامات إجهاد نخاع العظم بالإضافة إلى وجود خلايا الدم الحمراء غير الناضجة. يمكن التعرف على 3 أنواع من الخلايا الحمراء، يشار إلى النوعين 1 و2 باسم «خلايا الدم الحمراء الشابة» وإلى النوع 3 باسم «خلايا الدم الحمراء الهرمة». تُستخدم صبغة جيمزا للتمييز بين الأنواع الثلاثة في مسحات الدم. عادة ما تتلون الخلايا الشابة باللون الرمادي أو الأزرق في السيتوبلازم. تسمى خلايا الدم الحمراء الشابة هذه الخلايا الشبكية. جميع الخلايا متعددة الألوان خلايا شبكية، بينما ليست كل الخلايا الشبكية متعددة الألوان. في خلايا الدم الهرمة، يتلون السيتوبلازم بلون برتقالي فاتح أو لا يتلون على الإطلاق.

## الأسباب
يمكن أن تُطلق خلايا الدم الحمراء مبكرًا من خلال آليات مختلفة. يحدث الإطلاق المبكر لخلايا الدم الحمراء عادة بسبب أذية في نخاع العظم نتيجة أسباب كامنة وكذلك استجابة لتحفيز الهرمونات المرتبطة بفقر الدم. يتحكم الإريثروبويتين، وهو هرمون تصنعه الكلى، بإنتاج خلايا الدم الحمراء وكذلك بمعدل إطلاقها من نخاع العظام. عندما ترتفع مستويات الإريثروبويتين، فإنها تنبّه إطلاق خلايا الدم الحمراء غير الناضجة في مجرى الدم ويرتبط حدوث ذلك بفقر الدم. يمكن أن تؤدي أذيات نخاع العظم أيضًا إلى تعدد الألوان. السبب الأكثر شيوعًا غزو نخاع العظم بالخلايا السرطانية الناشئة من نخاع العظم نفسه أو المنتشرة من جزء آخر من الجسم.

### الارتباط بفقر الدم
فقر الدم سوي الكريات هو النوع الأكثر شيوعًا من أنواع فقر الدم. يحدث هذا النوع عادة بسبب نقص إنتاج خلايا الدم أو بسبب انحلال الدم. يمكن أن يحدث فقر الدم بسبب الإفراط في إنتاج خلايا الدم الحمراء أو نقصه، وكذلك بسبب إنتاج خلايا الدم المَعيبة. تُطلق خلايا الدم الحمراء مبكرًا بسبب الحاجة إليها في الجسم، ما يؤدي إلى ظهور تعدد الألوان.

### الارتباط بكثرة الشبكيات
هناك علاقة ارتباط طفيفة بين تعدد الألوان وكثرة الشبكيات. من الأسهل إجراء اختبار تعدد الألوان على خلايا الدم عوضًا عن إجراء اللطخة الخاصة بكثرة الشبكيات. إذا عُثر على تعدد الألوان في خلايا الدم، يُؤخذ تعداد الخلايا الشبكية للكشف عن وجود المرض أو إجهاد نخاع العظم. إذا عُثر على تعداد منخفض للخلايا الشبكية، فهذا يشير عادة إلى إجهاد نخاع العظم. إذا عُثر على تعداد مرتفع للخلايا الشبكية، فعادة ما يكون السبب انحلال الدم، ولكن يمكن إجراء اختبار كومبس في هذه الحالة لاستبعاد انحلال الدم المناعي. يمكن أيضًا رؤية تعدد الألوان في مسحات الدم عندما يكون تعداد الخلايا الشبكية طبيعيًا. يحدث ذلك بسبب الغزو الورمي لنخاع العظم وكذلك بسبب تليف النخاع أو تندّبه.

## الأصل الجنيني
يُعرف تكوين خلايا الدم الحمراء باسم تكون الدم. يكون الكيس المحي المصدر الرئيسي لتكون الدم خلال أول 60 يومًا من الحياة. يصبح بعدها الكبد العضو الرئيسي المكون للدم لدى الجنين حتى اقتراب الولادة، ويتولى بعدها نخاع العظم زمام المهمة. تُفرز معظم خلايا الدم الحمراء في الدم على صورة خلايا شبكية. يحدث تعدد الألوان عندما تُطلق الخلايا الشبكية غير الناضجة من نخاع العظم، ما يؤدي إلى ظهور تلون خلايا الدم بالأزرق الرمادي.